# Neoluederitzia sericocarpa
Neoluederitzia sericocarpa är en pockenholtsväxtart som beskrevs av Schinz. Neoluederitzia sericocarpa ingår i släktet Neoluederitzia och familjen pockenholtsväxter. Inga underarter finns listade i Catalogue of Life.